# David Fromkin
David Fromkin (Milwaukee, 27 agosto 1932 – New York, 11 giugno 2017) è stato un avvocato e storico statunitense.

## Biografia
Nato a Milwaukee il 27 agosto 1932 da Morris Fromkin, un avvocato, e Selma Strelsin, sorella di Alfred Strelsin, un industriale e patrono delle arti.
Laureato in Giurisprudenza all'Università di Chicago, divenne dopo i 40 anni un autore di libri e insegnò, all'età di 60 anni, Storia e Relazioni Internazionali, e Diritto, alla Boston University; si ritirò nel 2013 divenendo professore emerito . Scrisse 7 libri di storia. 
Il più conosciuto e acclamato è considerato A Peace to End all Peace, del 1989. Egli vi rintraccia le radici dei conflitti esistenti tuttora nel Vicino e Medio Oriente: narra il ruolo che l'Impero Britannico e la Francia - le due potenze mondiali dell'epoca - giocarono tra il 1914 e il 1922, a seguito della sconfitta e dissoluzione dell'Impero Ottomano nella Prima Guerra Mondiale, nella creazione del moderno Medio Oriente col famoso patto Sykes-Picot, concordato segretamente tra il 1916 e il 1917. Stati come Libano, Siria, Giordania, Iraq, Israele, Palestina - osserva - sono figli di Inghilterra e Francia, i cui ufficiali coloniali tracciarono col righello sulle mappe geografiche i confini contemporanei delle rispettive aree di influenza. Pose in evidenza come in Iraq - al tempo dell'invasione britannica del 1917 - l'idiosincrasia della minoranza sunnita nei confronti della maggioranza sciita, le rivalità esistenti tra le diverse tribù e clan «hanno reso difficile la realizzazione di un governo unificato che fosse nel contempo rappresentativo, efficace e che godesse di ampio sostegno», ponendo le premesse del successivo secolo di durature frizioni e discordie settarie irrisolte che perdurano tuttora nella regione.
Prima di dedicarsi alla carriera di storico, Fromkin fu un procuratore e consigliere politico. Durante la campagna per le elezioni primarie presidenziali del Partito Democratico statunitense nel 1972, egli fu il consigliere per la politica estera dell'ex vicepresidente Hubert Humphrey. Come avvocato, ha fatto parte del corpo legale dell'Esercito e successivamente fu socio di uno studio legale. Dopo il pensionamento visse dal 2013 a Manhattan, New York, dove è morto per arresto cardiaco l'11 giugno 2017.

## Citazioni
- «I Governi sono formati da esseri umani; quindi, possono commettere errori e le loro prospettive sono incerte. Esercitano un certo potere, che è comunque limitato» (The Question of Government).
- «L'assassinio dell'Arciduca Francesco Ferdinando è stata la scusa. L'Austria-Ungheria voleva dichiarare guerra alla Serbia. La cosa avrebbe potuto finire lì, ma poi la Germania, usando l'attacco dell'Austria come propria scusa, dichiarò guerra alla Russia facendo leva sulla possibilità che questa potesse interferire nel conflitto serbo» (sulle origini della Grande Guerra).

## Opere
- (EN) The Question of Government: An Inquiry into the Breakdown of Modern Political Systems, Scribner, 1975, ISBN 978-0-684-13845-9.
- (EN) Independence of Nations, Praeger Publishers Inc., 1982, ISBN 978-0-03-059777-0.
- Una Pace senza Pace. La caduta dell’Impero Ottomano e la creazione del moderno Medio Oriente (A Peace to End all Peace, 1989), traduzione di Stefano Galli, Collana Storica, Milano, Rizzoli, 1992, ISBN 978-88-17-33351-1.  Collana Saggi stranieri, Rizzoli, 2002, 978-88-178-7013-9.
- Il secolo degli Americani (In the Time of the Americans: FDR, Truman, Eisenhower, Marshall, MacArthur. The Generation That Changed American's Role in the World, 1995), Collezione Le Scie, Milano, Rizzoli, 1996, ISBN 978-88-04-39288-0.
- (EN) The Way of the World: From the Dawn of Civilizations to the Eve of the Twenty-First Century, New York, A. Knopf, Inc., 1998, ISBN 0-679-44609-5.
- (EN) Kosovo Crossing: American Ideals Meets Reality on the Balkan Battlefields, Free Press, 1999, ISBN 978-0-684-86889-9.
- L'ultima estate dell'Europa. Il grande enigma del 1914: perché è scoppiata la Prima Guerra Mondiale? (Europe's Last Summer. Who Started the Great War in 1914?), traduzione di Sergio Minucci, Collezione Storica, Milano, Garzanti, 2005, ISBN 978-88-11-69388-8.
- (EN) The King and the Cowboy. Theodore Roosevelt and Edward The Seventh, Secret Partner, Penguin Press, 2008, ISBN 978-1-59420-187-5.